# Sylvain Wiltord
Sylvain Claude Wiltord (Neuilly-sur-Marne, 10 mei 1974) is een Frans voormalig voetballer. Nadat zijn contract bij FC Nantes afliep, maakte de aanvaller op 11 juni 2012  bekend te stoppen met profvoetbal. Eerder speelde hij voor Stade Rennais, Girondins de Bordeaux, Olympique Marseille, Olympique Lyonnais, FC Metz en Arsenal, waar hij werd opgenomen in de opgestelde lijst van 50 beste Arsenal-spelers aller tijden. Namens Frankrijk scoorde Wiltord 26 keer in 92 interlands, waarin hij zijn vaderland aan drie prijzen hielp, waarvan een Europese titel.

## Clubcarrière
In augustus 2000 tekende Wiltord bij Arsenal, dat bijna 23 miljoen euro betaalde aan Girondins de Bordeaux, wat toen een clubrecord betekende. Voor 'The Gunners' speelde hij 175 keer. Een hoogtepunt van de Fransman was zijn doelpunt op Old Trafford in 2002, waar Arsenal toen het landskampioenschap zou pakken tegen de rivaal Manchester United. Wiltord scoorde 49 doelpunten voor de Londense club. In juni 2008 behaalde hij een 33ste plaats in een lijst van "De 50 beste Arsenal-spelers aller tijden".
Wiltord belandde in het seizoen 2003/2004 op de bank, omdat Dennis Bergkamp en Thierry Henry de voorkeur kregen. Dat frustreerde Wiltord en besloot terug te keren naar Frankrijk, bij Olympique Lyonnais. Met Lyon won Wiltord drie landstitels en bereikte de kwartfinale van de UEFA Champions League.
Hij tekende in juli 2011 een eenjarig contract bij FC Nantes.

## Interlandcarrière
Voor het nationale team van Frankrijk speelde Wiltord in totaal 76 interlands waarin hij 24 doelpunten maakte. Een van zijn belangrijkste doelpunten, of misschien wel hét belangrijkste doelpunt van Wiltord, was in de finale van het EK 2000 tegen Italië. In de 94ste minuut maakte hij toen de gelijkmaker, waarna David Trezeguet in de verlenging de golden goal maakte. Ook speelde Wiltord op het WK 2002 en EK 2004. Hij nam met Frankrijk onder 21 deel aan de Olympische Spelen van 1996 in Atlanta, Verenigde Staten.

## Clubstatistieken
| Seizoen                        | Land                           | Club                           | Competitie     | Duels | Goals |
| ------------------------------ | ------------------------------ | ------------------------------ | -------------- | ----- | ----- |
| 1992/93                        | Vlag van Frankrijk             | Stade Rennais                  | Ligue 1        | 2     | 0     |
| 1993/94                        | Vlag van Frankrijk             | Stade Rennais                  | Ligue 1        | 26    | 8     |
| 1994/95                        | Vlag van Frankrijk             | Stade Rennais                  | Ligue 1        | 25    | 5     |
| 1995/96                        | Vlag van Frankrijk             | Stade Rennais                  | Ligue 1        | 37    | 15    |
| 1996/97                        | Vlag van Frankrijk             | Stade Rennais                  | Ligue 1        | 35    | 3     |
| 1997/98                        | Vlag van Frankrijk             | Girondins de Bordeaux          | Ligue 1        | 34    | 10    |
| 1998/99                        | Vlag van Frankrijk             | Girondins de Bordeaux          | Ligue 1        | 33    | 22    |
| 1999/00                        | Vlag van Frankrijk             | Girondins de Bordeaux          | Ligue 1        | 32    | 13    |
| 2000/01                        | Vlag van Engeland              | Arsenal                        | Premier League | 27    | 8     |
| 2001/02                        | Vlag van Engeland              | Arsenal                        | Premier League | 32    | 10    |
| 2002/03                        | Vlag van Engeland              | Arsenal                        | Premier League | 34    | 10    |
| 2003/04                        | Vlag van Engeland              | Arsenal                        | Premier League | 12    | 3     |
| 2004/05                        | Vlag van Frankrijk             | Olympique Lyonnais             | Ligue 1        | 25    | 3     |
| 2005/06                        | Vlag van Frankrijk             | Olympique Lyonnais             | Ligue 1        | 35    | 12    |
| 2006/07                        | Vlag van Frankrijk             | Olympique Lyonnais             | Ligue 1        | 22    | 5     |
| 2007/08                        | Vlag van Frankrijk             | Stade Rennais                  | Ligue 1        | 25    | 6     |
| 2008/09                        | Vlag van Frankrijk             | Stade Rennais                  | Ligue 1        | 7     | 0     |
|                                | Vlag van Frankrijk             | Olympique Marseille            | Ligue 1        | 13    | 1     |
| 2009/10                        | Vlag van Frankrijk             | FC Metz                        | Ligue 2        | 15    | 3     |
| 2011/12                        | Vlag van Frankrijk             | FC Nantes                      | Ligue 2        | 28    | 8     |
| Bijgewerkt tot 23 januari 2013 | Bijgewerkt tot 23 januari 2013 | Bijgewerkt tot 23 januari 2013 | Totaal         | 526   | 155   |

## Erelijst
Girondins de Bordeaux
- Division 1: 1998/99

 Arsenal
- Premier League: 2001/02, 2003/04
- FA Cup: 2001/02, 2002/03
- FA Community Shield: 2002

 Olympique Lyonnais
- Ligue 1: 2004/05, 2005/06, 2006/07

 Frankrijk
- UEFA EK: 2000
- FIFA Confederations Cup: 2001, 2003

Individueel
- Frans Voetballer van het Jaar: 1999
- Premier League – Speler van de Maand: augustus 2002
- UNFP Ligue 1 – Team van het Jaar: 2004/05, 2005/06